# Phyllostachys parvifolia
Phyllostachys parvifolia är en gräsart som beskrevs av Cheng De Chu och H.Y.Chou. Phyllostachys parvifolia ingår i släktet Phyllostachys och familjen gräs. Inga underarter finns listade i Catalogue of Life.

## Bildgalleri

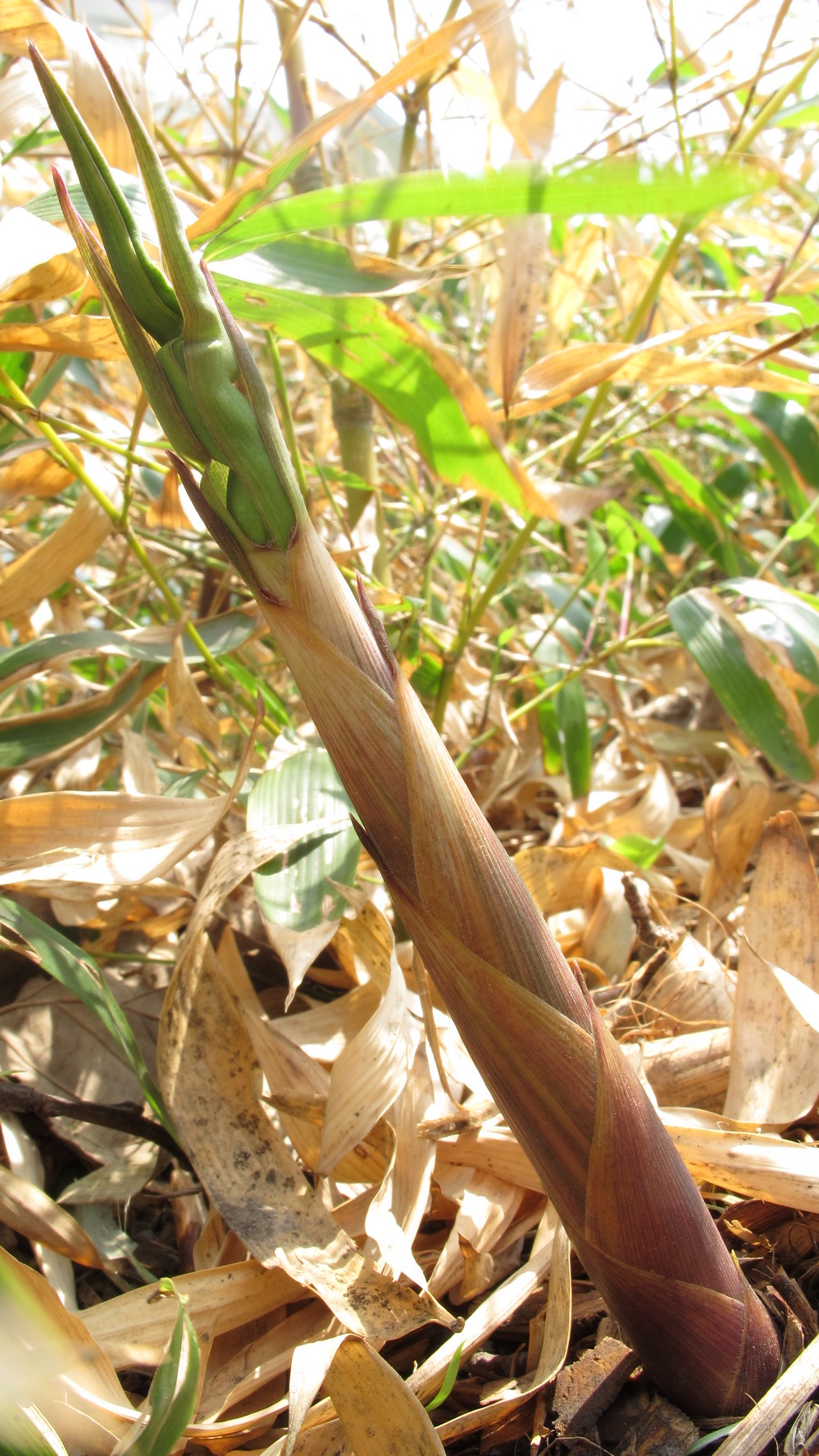
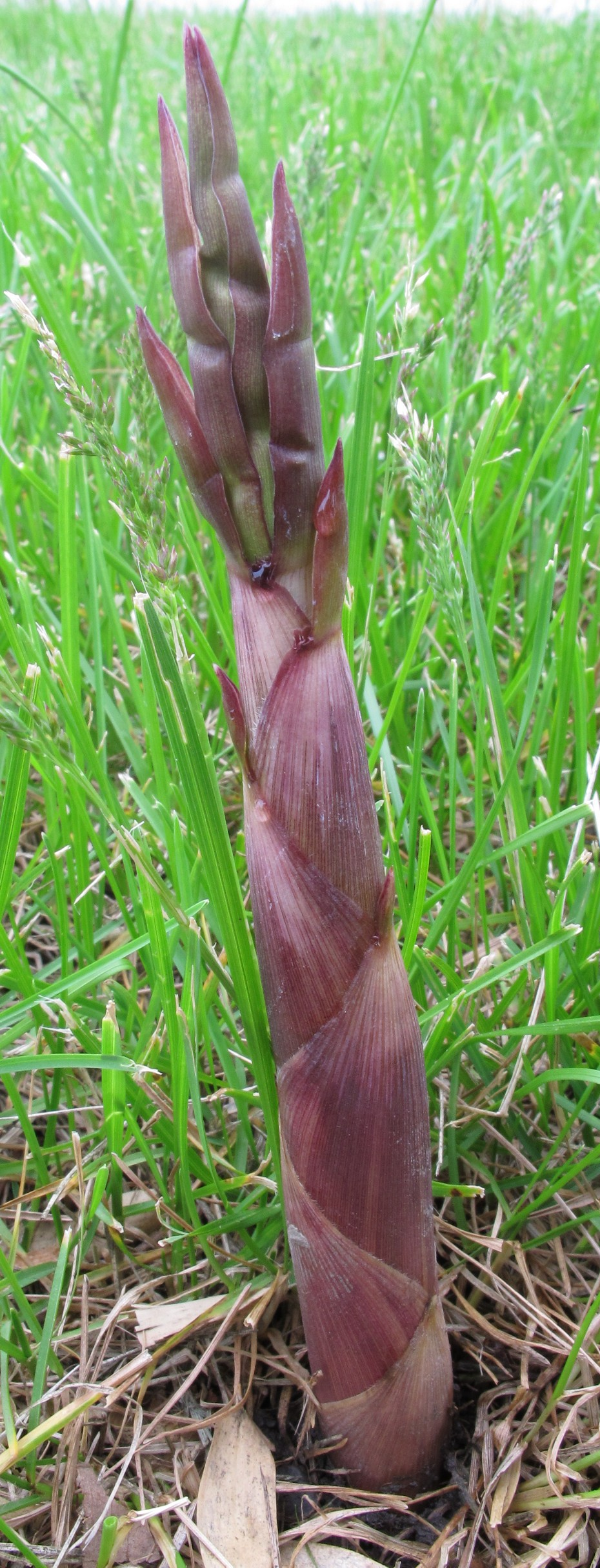
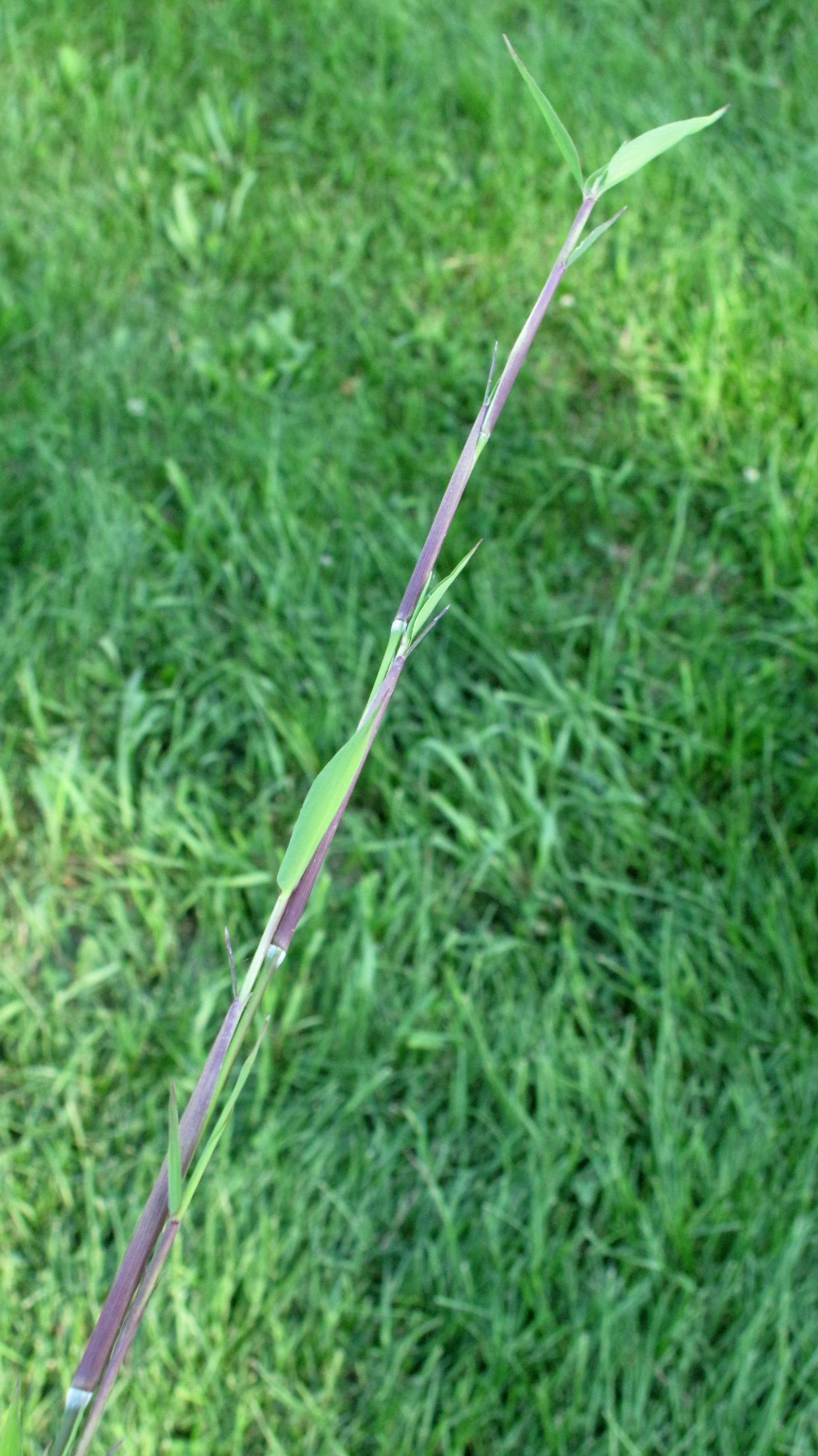